# 山田忠兵衛
山田 忠兵衛（やまだ ちゅうべえ、1841年10月7日（天保12年8月23日） - 1907年（明治40年）11月12日）は、明治時代の政治家。衆議院議員（1期）。

## 経歴
東京都出身。東京府会議員、同常置委員、芝区長心得、東京市会議員、同参事会員、東京市収入役、東京商工銀行頭取、三田銀行取締役、芝浦鉱泉(株)取締役となる。
1890年の第1回衆議院議員総選挙において東京府第2区から立候補したが落選した。1894年の第3回衆議院議員総選挙では6票差で落選。同年の第4回衆議院議員総選挙で当選した。1898年の第5回衆議院議員総選挙に出馬しなかった。
1907年（明治40年）11月12日、神奈川県鎌倉市の円覚寺富陽庵の古井戸に投身自殺。遺体は同年12月22日に発見された。